# Szatmáry Zoltán
Szatmáry Zoltán (Budapest, 1939. május 2. –) Széchenyi-díjas magyar reaktorfizikus, egyetemi tanár.

## Életpályája
A KFKI kutatójaként társaival meghonosította a klasszikus reaktorfizikai számítási eljárások alkalmazását Magyarországon és kidolgozta a Paksi Atomerőműben máig használt módszereket. A hetvenes és nyolcvanas években a KGST országok együttműködésével Budapesten zajló ZR-6 kísérletsorozat vezetőjeként kiterjedt mérési programot irányított a VVER típusú reaktorok neutronikai viselkedésének tisztázására. A KFKI igazgatóhelyettese, majd 1989-ben rövid ideig igazgatója volt, később a BME Nukleáris Technikai Intézetének egyetemi tanára és igazgatója lett. Itt Csom Gyulával és Makai Mihállyal meghatározó  szerepet játszottak a reaktorfizika magyarországi oktatásának felépítésében.

## Fontosabb művei
Szatmáry Zoltán: Bevezetés a reaktorfizikába, Akadémiai kiadó, Budapest, 2000.
Z. Szatmáry (coordinator), J. Bárdos, R. Becker, C. Dabrowski, L. Gácsi, J. Gadó, E. T. Jozefowicz, Iu. Ia. Kravchenko, K. Krinizs, A. Stanolov, L. Turi, I. Vidovszky: Final Report of TIC . Volume 1, Experimental Investigations of the Physical Properties of WWER-type Uranium-Water Lattices, Akadémiai Kiadó, Budapest, 1985.

## Díjai, elismerései
- Wigner Jenő-díj (1998)
- Széchenyi-díj (2015)
- Eötvös-plakett (2017)